# Ginnastica artistica all'XI Festival olimpico estivo della gioventù europea
Le competizioni di ginnastica artistica al XI Festival olimpico estivo della gioventù europea si sono svolte dal 25 al 28 luglio 2011 a Trebisonda, in Turchia

## Podi

### Ragazzi
| Evento                | Oro                           | Argento                       | Bronzo             |
| Concorso a squadre    | Russia                        | Gran Bretagna                 | Svizzera           |
| Concorso individuale  | Courtney Tulloch              | Daniel Petrica Vasile Radeanu | Vasili Mikhalitsyn |
| Corpo libero          | Daniel Petrica Vasile Radeanu | Frank Baines                  | Andrey Lauhutov    |
| Cavallo con maniglie  | Vasili Mikhalitsyn            | Sergey Stepanov               | Maxime Gentges     |
| Anelli                | Courtney Tulloch              | Stephen Micholet              | İbrahim Çolak      |
| Volteggio             | Julian Perez Marchant         | Marco Walter                  | Christian Baumann  |
| Parallele simmetriche | Frank Baines                  | Andrei Ioan Groza             | Vasili Mikhalitsyn |
| Sbarra                | Christian Baumann             | Robert Tvorogal               | Karl Kosztka       |

### Ragazze
| Evento                 | Oro             | Argento         | Bronzo               |
| Concorso a squadre     | Italia          | Romania         | Germania             |
| Concorso individuale   | Larisa Iordache | Erika Fasana    | Elisa Meneghini      |
| Volteggio              | Janine Berger   | Larisa Iordache | Erika Fasana         |
| Parallele asimmetriche | Noémi Makra     | Larisa Iordache | Erika Fasana         |
| Trave                  | Larisa Iordache | Gabrielle Jupp  | Francesca Deagostini |
| Corpo libero           | Larisa Iordache | Erika Fasana    | Evgenia Shelgunova   |